# OR11L1
OR11L1 (англ. Olfactory receptor family 11 subfamily L member 1) – білок, який кодується однойменним геном, розташованим у людей на короткому плечі 1-ї хромосоми.  Довжина поліпептидного ланцюга білка становить 322 амінокислот, а молекулярна маса — 36 763.
| 10         |  | 20         |  | 30         |  | 40         |  | 50         |
| ---------- |  | ---------- |  | ---------- |  | ---------- |  | ---------- |
| MEPQNTSTVT |  | NFQLLGFQNL |  | LEWQALLFVI |  | FLLIYCLTII |  | GNVVIITVVS |
| QGLRLHSPMY |  | MFLQHLSFLE |  | VWYTSTTVPL |  | LLANLLSWGQ |  | AISFSACMAQ |
| LYFFVFLGAT |  | ECFLLAFMAY |  | DRYLAICSPL |  | RYPFLMHRGL |  | CARLVVVSWC |
| TGVSTGFLPS |  | LMISRLDFCG |  | RNQINHFFCD |  | LPPLMQLSCS |  | RVYITEVTIF |
| ILSIAVLCIC |  | FFLTLGPYVF |  | IVSSILRIPS |  | TSGRRKTFST |  | CGSHLAVVTL |
| YYGTMISMYV |  | CPSPHLLPEI |  | NKIISVFYTV |  | VTPLLNPVIY |  | SLRNKDFKEA |
| VRKVMRRKCG |  | ILWSTSKRKF |  | LY         |  |            |  |            |

A: Аланін

C: Цистеїн

D: Аспарагінова кислота

E: Глутамінова кислота

F: Фенілаланін

G: Гліцин

H: Гістидин

I: Ізолейцин

K: Лізин

L: Лейцин

M: Метіонін

N: Аспарагін

P: Пролін

Q: Глутамін

R: Аргінін

S: Серин

T: Треонін

V: Валін

W: Триптофан

Кодований геном білок за функціями належить до рецепторів, g-білокспряжених рецепторів, білків внутрішньоклітинного сигналінгу. 
Задіяний у такому біологічному процесі як поліморфізм. 
Локалізований у клітинній мембрані, мембрані.